# 阿吕 (朗德省)
阿吕（法語：Arue，法語發音：[aʁy]）是法国朗德省的一个市镇，属于蒙德马桑区。

## 地名
该地在中文谷歌地图中显示的中文名为“阿鲁埃”，此为中文谷歌地图误用了名称拼写同为“Arue”的法属波利尼西亚市镇阿鲁埃的中文名。

## 地理
阿吕（44°3'37"N, 0°21'5"W）面积48.11 平方千米，位于法国新阿基坦大区朗德省，该省份为法国西南部沿海省份，是法國本土面积第二大的省，北起吉倫特省，西临大西洋，南至大西洋比利牛斯省，东临热尔省，东北与洛特-加龍省接壤。
与阿吕接壤的市镇（或旧市镇、城区）包括：朗库阿克、雷特容、马耶尔、普伊代索、罗克福尔、圣戈尔。
阿吕的时区为UTC+01:00、UTC+02:00（夏令时）。

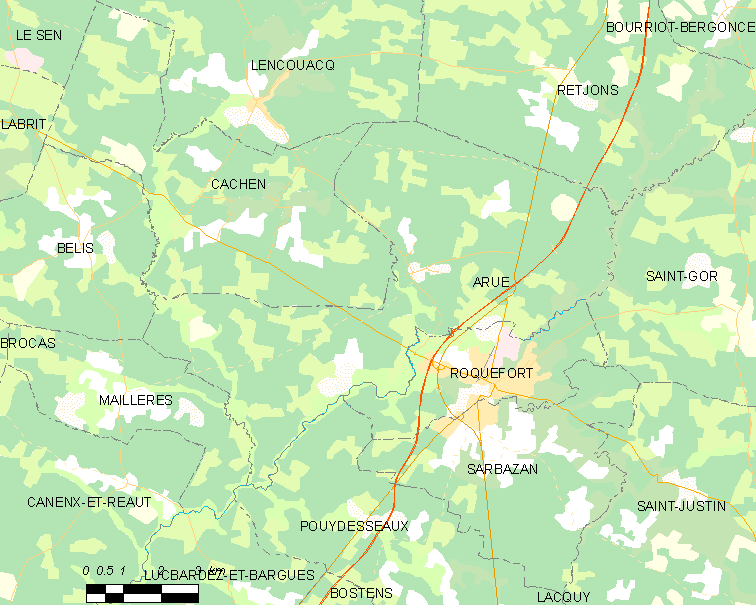
阿吕的OSM定位图

## 行政
阿吕的邮政编码为40120，INSEE市镇编码为40014。

## 政治
阿吕所属的省级选区为上朗德-阿马尼亚克县。

## 人口

1962-2008年间阿吕人口变化图示

阿吕于2022年1月1日时的人口数量为358人。